# Польсько-шведська війна (1621—1626)
Польсько-шведська війна 1621-1626 років — продовження польсько-шведської війни 1617-1618 років, являла собою спробу Швеції використати важкий стан Речі Посполитої, яка була втягнута в війну з Османською імперією. Через виснаження ресурсів обох сторін війна переривалась кількома перемир'ями.

## Хід війни

### 1621-1622
Війна почалась 19 серпня 1621 року з висадження шведської армії в складі 15 350 піхотинців, 2500 кавалеристів і 375 гармат під Пярну. 21 серпня шведи обложили Ригу, яку захищав гарнізон з 900 солдатів та 3700 місцевих міліціянтів при значній кількості артилерії. На кінець вересня шведське військо збільшилося до 20 тис. піхоти і 4 тис. кавалерії. 25 вересня Рига, яка перед цим відбила три штурми, капітулювала. 2 жовтня впала розташована неподалік фортеця Дюнамюнде, яку обороняв незначний гарнізон. Основні сили польсько-литовського війська перебували в цей час протистояли туркам на півдні країни, а на півночі перебувало близько 1500 чоловік війська польного гетьмана литовського Кшиштофа Радзивілла.
Далі шведські війська вступили в Курляндію, столиця герцогства Мітава здалася без бою, але під Кокенгаузеном шведський загін був розбитий Олександром Корвін-Гонсевським. На початку січня 1622 року шведи взяли Вольмар та інші лифляндські замки, після чого стали на зимові квартири.
За цей час Радзивілл зміг збільшити своє військо до 3000 і блокував більшість шведських гарнізонів, які почали страждати від голоду і хвороб. 7 січня Радзивілл звільнив місто Мітава, однак через відсутність артилерії не зміг взяти укріпленого замку; блокований гарнізон капітулював 6 липня через загрозу голоду. 10 серпня 1622 року обидві сторони уклали перемир'я, яке в 1623 році було продовжене до березня 1625 року.

### 1625-1626
Після закінчення перемир'я в 1625 році шведи вторглися в Литву. В цей час литовське військо виявилось розколотим через конфлікт між гетьманом Левом Сапєгою і Радзівіллом. 17 січня 1626 року шведи розбили литовське військо під проводом Сапєги під Вальгофом, — ця перемога виявилась першою в історії шведського війська перемогою в польовій битві над військом Речі Посполитої. Після цього польсько-литовське військо було змушене відступити і перейти до партизанської війни, а шведський король уклав з Польщею перемир'я терміном на півроку, по його закінченні маючи намір вдарити по Польщі з її володінь в Померанії і Пруссії.